# Hyundai Elantra N TCR
A Hyundai Elantra N TCR a dél-koreai márka nevével fémjelzett versenyautó, amelyet a Hyundai Motorsport Ügyfélversenyzésért felelős részlege készített. Ez a Hyundai harmadik belsőégésű motorral ellátott TCR autója, a Hyundai i30 N TCR, valamint a  Hyundai Veloster N TCR után.

## Fejlesztése
Az új modellt 2020 szeptemberében mutatta be a Hyundai Motorsport, ezt megelőzően 3 hónapon keresztül intenzív tesztprogamon vett részt és többek közt Gabriele Tarquini segítségével 5000 km-et futott az autó, a felelős mérnökök csapata Európa-szerte számos versenypályára ellátogatattak, hogy mind a sprint, mind a hosszabb versenycsomagokat párhuzamosan fejlesszék. Az eseményekről kémfotók is szivárogtak ki.
Az autó TCR szabályrendszerének megfelelően első kerék meghajtású, valamint 2 literes turbófelöltős motorral van felszerelve, ami az akkor teljesen újnak számító, utcai Hyundai modellcsalád alapmotorjából származik. Ugyanazzal a hatfokozatú, váltófülekkel ellátott sebességváltóval rendelkezik, mint a korábbi két Hyundai TCR modell. Hivatalosan a Pekingi Autószalonon mutatták be.  A Hyundai Motorsport elmondása szerint A projekt munkálatai egy teljesen üres papírlapról indultak, lehetővé téve az Ügyfélversenyzési részleg tervezőinek és mérnökeinek, hogy a tervezés optimalizálása érdekében teljes mértékben kihasználhassák az Elantra stabil, nagyteljesítményű futóművét és limuzin karosszériájának előnyeit – elődei ferde hátúak voltak. A legjobb versenyképes csomag megalkotásához kihasználhatták az i30 N TCR és a Veloster N TCR vásárlóinak több mint két éves versenyzésével megszerzett tapasztalatait, miközben ahol csak lehetséges volt, a meglévő autó fejlesztésének lehetőségeivel is éltek.
Az autó első versenyére Amerikában került sor, a Michelin Pilot Challenge 2021-es szezonnyítóján, Daytonában a Bryan Herta Autosport színeiben. A legmagasabban jegyzett túraautós szériák közül pedig a WTCR-ben  és a TCR Európa-kupában is rögtön több darab is indult a modellből – utóbbiban szerezte első győzelmét –,  emellett például a dél-amerikai TCR-sorozatban érdekelt ügyfelek is vettek belőle.

## Sikerei

### Egyéni
| Év            | Bajnokság                | Versenyző                   | Forrás   |
| Globális      | Globális                 | Globális                    | Globális |
| ------------- | ------------------------ | --------------------------- | -------- |
| 2022          | Túraautó-világkupa       | Mikel Azcona                | [ 10 ]   |
| Európa        |                          |                             |          |
| 2021          | TCR BeNeLux bajnokság    | Niels Langeveld             | [ 11 ]   |
| 2022          | Olasz TCR bajnokság      | Niels Langeveld             | [ 12 ]   |
| 2023          | TCR Kelet-Európa Kupa    | Maťo Homola                 | [ 13 ]   |
| Észak-Amerika |                          |                             |          |
| 2022          | Michelin Pilot Challenge | Taylor Hagler Michael Lewis | [ 14 ]   |

### Csapat
| Év            | Bajnokság                | Csapat                                    | Forrás   |
| Globális      | Globális                 | Globális                                  | Globális |
| ------------- | ------------------------ | ----------------------------------------- | -------- |
| 2022          | Túraautó-világkupa       | BRC Hyundai N Squadra Corse               | [ 15 ]   |
| Európa        |                          |                                           |          |
| 2021          | TCR Európa-kupa          | Sébastien Loeb Racing                     | [ 16 ]   |
| 2023          | TCR Kelet-Európa Kupa    | Janík Motorsport                          | [ 17 ]   |
| Észak-Amerika |                          |                                           |          |
| 2022          | Michelin Pilot Challenge | Bryan Herta Autosport with Curb-Agajanian | [ 18 ]   |

## Külső hivatkozások
- Az Elantra N a TCR-Series honlapján
- Az Elantra N a Hyundai News honlapján
- Az Elantra N a Hyundai Motor Group honlapján Archiválva 2021. december 22-i dátummal a Wayback Machine-ben
- Az Elantra N a Hyundai.com honlapján